# 엠프레사리오

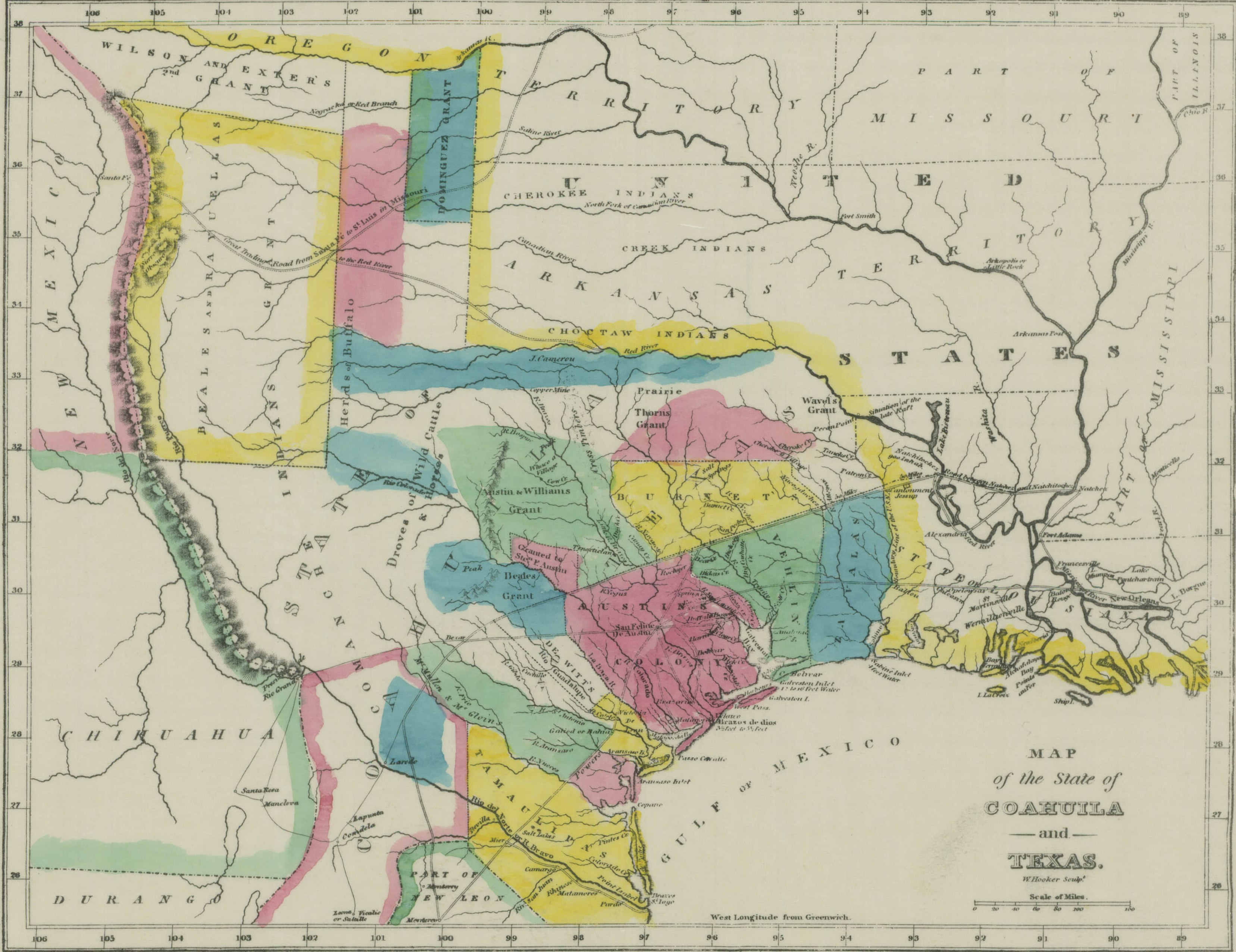
여러 곳의 토지 불하를 보여주는 1833년 텍사스의 지도

엠프레사리오(empresario)는 텍사스 정착 초기에, 멕시코 땅에 새로운 이주민을 모집하고 그 책임에 대한 대가로 멕시코 땅에 거주할 권리를 받았던 개인을 말한다. 스페인어로 이 단어는 기업가를 말한다.

## 개요
멕시코는 자신의 영토에 미국의 확장을 막기 위해, 그리고 인구가 드문 북부 지역을 개척하기 위해 모든 노력의 일환으로 19세기 초 멕시코 정부는 식민 전략에 착수했다.
1823년 멕시코에서 혁명 이전에, 옛날 스페인 제국의 법률은 엠프레사리오 또는 토지 관리 계약을 요구했고, 그들은 영지 개척을 장려하는 대가로 스페인 또는 멕시코 정부로부터 불하받은 땅을 받았다. 불하 지역의 정착민들은 스페인의 신민(후 멕시코의 공민)가 될 것을 동의하고, 스페인에 충성을 맹세하고 가톨릭 신자가 되었다. 가장 성공한 엠프레사리오에는 스티븐 오스틴(모세 오스틴의 아들)와 그린 데윗, 헤이든 해리슨 에드워즈가 있으며, 특히 오스틴은 미국의 토지 가격의 15분의 1에 필적하는 토지 1에이커 당 약 12센트의 가격으로 미국 정착민에게 땅을 팔아 많은 사람으로부터 "텍사스의 아버지"로 간주되었다.
텍사스 혁명으로 멕시코에서 독립을 쟁취한 후에도 새로운 텍사스 공화국은 그 독자적인 형태로 엠프레사리오 제도를 계속했고, 프랑스 외교관 앙리 카스트로와 노예제 폐지론자인 찰스 펜톤 머서 등 여러 명에게 토지를 주었다.

## 같이 보기
- 파트론